# وادي الرباط (المخادر)

تعديل مصدري - تعديل

وادي الرباط محلة تابعة لقرية الرباط، التابعة لعزلة السحول بمديرية المخادر إحدى مديريات محافظة إب في الجمهورية اليمنية، بلغ تعداد سكانها 47 حسب تعداد اليمن لعام 2004.